# 保健省 (タイ)
保健省 (タイ語:กระทรวงสาธารณสุข タイ語略称：สธ.、英語：Ministry of Public Health　英略称:MOPH）は、タイ王国政府の省の一つ。1942年に設置。公衆衛生省（こうしゅうえいせいしょう）の訳語も用いられる。

## 概要
保健省は、保健福祉、伝染病の予防管理、防護、国民の保健能力向上、法を遵守した保健公務の執行に関して責任を持つ省である。内閣の閣僚である保健大臣が省の長となる。

## 歴史
省の前身は前王宮病院設立委員会に代わり、シリラート病院の業務を管理するためにラーマ5世が1888年12月25日に設立した医療局（thกรมการพยาบาล）である。医療局は当時、医学教育、諸病院監督、国民への種痘接種などの業務を行った。
1889年、医療局は道徳省（กระทรวงธรรมการ）に編入された。同局は国家医師制度をタイ各地で立ち上げ、伝染病感染地に公共薬・教書配布、伝性病予防の医療団を設置した。
1905年、ラーマ5世は 医療局と局長部署を廃し、監督下にあったシリラート病院以外の諸病院を王都省（กระทรวงนครบาล）に編入し、シリラート病院は王立医学校（โรงเรียนราชแพทยาลัย）の一部門に編入した。また政府薬院団（กองโอสถศาลารัฐบาล）、種痘接種団（กองทำพันธุ์หนองฝี）、疾病予防および国家医師団（กองแพทย์ป้องกันโรคและแพทย์ประจำเมือง） は道徳省に留め置かれた。
1908年 内務省が政府薬院団、種痘接種団、疾病予防および国家医師団の同省への編入を希望し、内務省地方行政局（กรมพลำภังค์）の傘下に置かれることになる。
続いて、内務省は組織の整理を行い、医療局の業務を拡大。ラーマ6世に請願して、1916年12月19日に医療局の名称を治民局（กรมประชาภิบาล）へと変更することが許される。 
1918年11月27日、治民局の再編によって保健局（กรมสาธารณสุข）の設置が公布された。 保健局は1942年に保健省として昇格するまで内務省の監督下に置かれた。

## 所在地
ノンタブリー県 ムアンノンタブリー郡 タムボン・タラートクワン ティワワーノン通り ムー4 　88/20 （ 88/20 หมู่ที่ 4 ถนนติวานนท์ ตำบลตลาดขวัญ อำเภอเมืองนนทบุรี จังหวัดนนทบุรี）

## 部局

### 事務
- 大臣官房
- 次官事務局

### 内部部局
- 医療局 （กรมการแพทย์）
- 疾病管理局（กรมควบคุมโรค）
- タイ式医療・代替医療開発局 （กรมพัฒนาการแพทย์แผนไทยและการแพทย์ทางเลือก）
- 健康関連サービス推進局 （กรมสนับสนุนบริการสุขภาพ）
- 医療科学局 （กรมวิทยาศาสตร์การแพทย์）
- 精神衛生局 （กรมสุขภาพจิต）
- 保健局 （กรมอนามัย）
- 食品・薬品委員会事務局 （สำนักงานคณะกรรมการอาหารและยา）

### 省関連の公共機関
- 公衆衛生システム研究所 （สถาบันวิจัยระบบสาธารณสุข）
- 国家健康保険事務所 （สำนักงานหลักประกันสุขภาพแห่งชาติ）
- タイ国立救急医療センター（สถาบันการแพทย์ฉุกเฉินแห่งชาติ）
- タイ政府薬事機構（องค์การเภสัชกรรม）（GPO）